# تورزیتسه
تورزیتسه (به چکی: Tvrzice) یک منطقهٔ مسکونی در جمهوری چک است که در شهرستان پراخاتیتسه واقع شده‌است. تورزیتسه ۳٫۱۶ کیلومتر مربع مساحت و ۱۲۸ نفر جمعیت دارد و ۵۰۹ متر بالاتر از سطح دریا واقع شده‌است.